# International Journal of Ayurveda Research
International Journal of Ayurveda Research é uma revista de acesso aberto, publicada em nome do Departamento de Ayush, Govt. da Índia. A revista publica artigos sobre o tema da Ayurveda.